# Nel blu, dipinto di blu

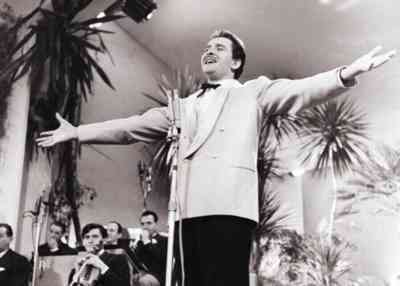
Domenico Modugno mentre allarga le braccia interpretando Nel blu, dipinto di blu, gesto entrato nell'immaginario collettivo

Nel blu, dipinto di blu, noto anche come Volare, è un brano musicale del 1958 dei cantanti italiani Domenico Modugno e Johnny Dorelli, scritto dallo stesso Modugno insieme a Franco Migliacci.
Presentato per la prima volta al Festival di Sanremo 1958, fu vincitore di tale edizione e da lì ottenne un successo planetario, fino a diventare una delle canzoni italiane più famose e con il maggiore riscontro commerciale di sempre in tutto il mondo. La parola che apre il ritornello, Volare, divenuta identificativa della canzone, è stata depositata alla SIAE come titolo alternativo della stessa. Il brano partecipò anche all'Eurovision Song Contest 1958, classificandosi al terzo posto.

## Storia

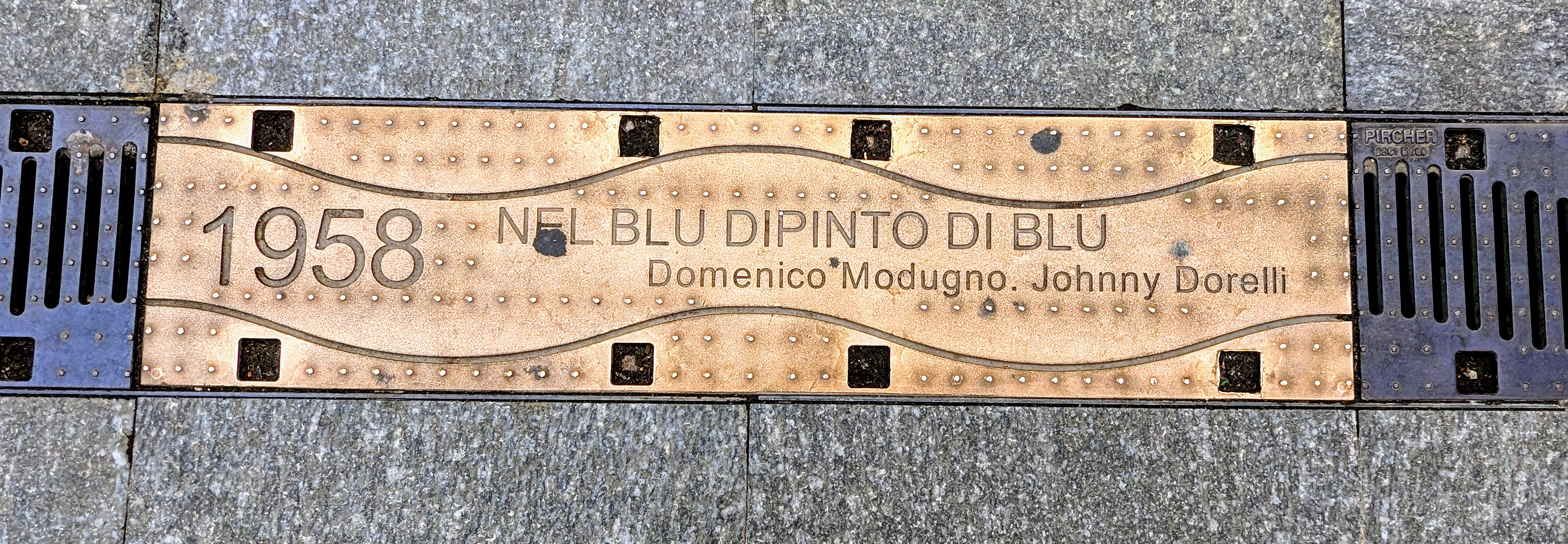
Placca di ottone, incisa col nome della canzone e cantanti, posta sul corso Matteotti, che porta al Teatro Ariston a Sanremo

Le versioni sulla nascita del testo da parte dei due autori (che hanno creato un lungo sodalizio artistico) sono contrastanti e variano a seconda della ricostruzione del momento: Gianni Borgna le ha raccolte, dando modo di scoprire che inizialmente Modugno sosteneva che l'idea del ritornello Volare, oh oh gli era venuta una mattina osservando con la moglie Franca Gandolfi il cielo azzurro dalla finestra della sua casa di Piazza Consalvi a Roma, mentre Migliacci invece affermava che l'idea era venuta a lui, osservando le riproduzioni dei quadri di Marc Chagall che aveva in casa: La femme au coq rouge, con il gallo rosso che vola nel cielo blu, e Le peintre et son modéle, col pittore che ha la faccia dipinta di blu, e che solo in seguito ne aveva parlato al cantautore pugliese.
In seguito, poi, Modugno affermò che, trovandosi a passeggiare nei pressi di Ponte Milvio con il paroliere, uno dei due (sostenendo di non ricordarsi chi dei due fosse stato) avrebbe pronunciato il verso «Di blu m'ero dipinto», e da lì si sarebbe poi sviluppato il resto del testo.
Franco Migliacci nel 2007 ha di nuovo cambiato versione, sostenendo che la canzone sia nata dopo un incubo notturno.
Dopo che la canzone fu presentata al Festival di Sanremo 1958, un compositore poco famoso di nome Antonio De Marco (che aveva vinto nel 1957 il Festival di La Spezia) rintracciò alcune analogie tra Nel blu, dipinto di blu e un suo brano, intitolato Il castello dei sogni, sia nel motivo della strofa che nel testo, e in un'intervista per la rivista Epoca accusò Modugno e Migliacci di plagio. De Marco, però, non aveva mai depositato la sua canzone in SIAE, sostenendo che qualcuno gli aveva sottratto la valigetta in cui teneva il testo originale. Modugno querelò De Marco per questo motivo ed il processo che ne seguì si concluse con la sentenza del Tribunale di Milano che nel 1958 condannò De Marco per diffamazione.
Il testo di Nel blu, dipinto di blu - visionario volo poetico nell'azzurro che si fa più intenso - è stato scritto - parole del suo autore - nel giorno più nero della sua vita. Può suonare paradossale, ma è figlio di un incubo. La canzone, quindi, non è stata costruita a tavolino ma è stata generata da una reale visione onirica.
Franco Migliacci, talentuoso paroliere degli anni cinquanta-sessanta, ha raccontato senza giri di parole come gli è venuta l'ispirazione per il testo di questa canzone che, va detto, solo in un secondo tempo trovò una sua forma compiuta in grado di farla trionfare al festival sanremese del 1958 e di farne un esempio da portare in giro per il mondo a rappresentare il made in Italy in campo musicale.
Ha detto Migliacci
Nel giorno in cui la compose - ha ricordato l'autore con malcelata nostalgia - soffriva l"iraddidio". Quanto bastava per fornirgli la chiave di volta di una canzone in grado di apparire a distanza di tempo - all'autore medesimo, ma anche a numerosi appassionati di musica leggera - unica e dal sapore favoloso.
Musicalmente, la canzone rappresenta per convenzione il punto di rottura della musica italiana tradizionale e l'inizio di una nuova era, recependo il nuovo stile portato dagli "urlatori" e mediandolo con un'esecuzione che risente delle influenze swing di importazione statunitense. Se la struttura armonica del brano è ancora di stampo tradizionale, risulta invece innovativo l'arrangiamento.

## Incisioni discografiche
La prima incisione realizzata da Modugno è quella del 1º febbraio del 1958, realizzata in concomitanza con il Festival di Sanremo di quell'anno.
In questa prima realizzazione discografica la canzone è arrangiata ed eseguita dal maestro Alberto Semprini con il suo Sestetto Azzurro, che era costituito da Pupo De Luca alla batteria, Walter Beduschi al basso, Mario Migliardi all'organo hammond, Bruno De Filippi alla chitarra, Ebe Mautino all'arpa e lo stesso Semprini al pianoforte. La registrazione fu effettuata negli studi della Fonit Cetra di via Meda 45 a Milano.
Semprini aveva anche accompagnato Modugno al Festival con il Sestetto Azzurro, dirigendo l'orchestra, e senza dubbio le idee dell'arrangiamento hanno contribuito sia alla vittoria sia al successo.

### Altre edizioni
Approfittando della vittoria al Festival di Sanremo, la casa discografica di Modugno, la Fonit, mise sul mercato numerose versioni di singoli, in vari formati, ognuna con la canzone ovviamente sul lato A:
- 45 giri con retro Nisciuno po' sapè SP 30183 ;
- 45 giri con retro Strada 'nfosa SP 30208;
- 45 giri con retro Vecchio frack SP 30222 ;
- 45 giri con retro Lazzarella SP 30223 .

In seguito, ogni volta che il cantautore cambierà casa discografica, inciderà nuovamente il brano con nuovi arrangiamenti e, a volte, con il titolo Volare.
Nel blu, dipinto di blu venne anche inserita nei 33 giri La strada dei successi e Domenico Modugno, oltre che nell'EP (Extended Play) 45 giri Nel blu, dipinto di blu/Mariti in città, tutti pubblicati nel '58.

## Le vendite e i premi

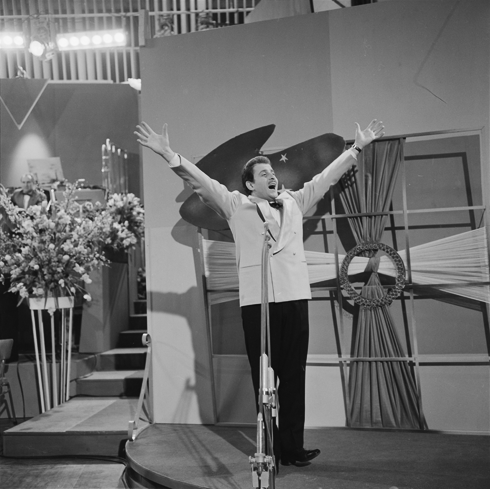
Domenico Modugno, l'autore e interprete della canzone, durante l'esecuzione all'Eurovision Song Contest 1958.

In Italia è risultato essere il singolo italiano più venduto nel 1958.
Negli Stati Uniti (pubblicata dalla Decca, DL 8808) è stata prima in classifica per 5 settimane (l'unica volta per una canzone italiana); si stima che abbia venduto circa 19 milioni di copie nel mondo, ovvero la quinta canzone più venduta, ed è stata interpretata da una folta schiera di cantanti e gruppi, tra cui Dean Martin, Al Martino e Gipsy Kings.
Nel 1959 la canzone vinse due Grammy come Canzone dell'anno ("Song of the year") e come Disco dell'anno (Record of the year).
La canzone è utilizzata anche all'inizio dei film The Rum Diary - Cronache di una passione e To Rome with love.
Nel 2009 Franco Migliacci ha ricevuto ad Aulla il Premio Lunezia quale coautore della canzone, oltre che per la sua lunga carriera.

## Reinterpretazioni
Le prime cover della canzone si hanno già nello stesso anno della pubblicazione: pochi mesi dopo il festival Fred Buscaglione la incise in un 45 giri, come retro di Cos'è un bacio (Cetra, DC 6883).
Una citazione del titolo è già presente nella canzone "Miss, mia cara Miss" di Totò, nel film Totò a Parigi del 1958.
Nel 1959 Vico Torriani la inserisce nell'album Vico Torriani sings all the big Italian hits, cantando in italiano ed inglese (testo di Parish) (Decca Records, LF.1320), pubblicato in India, Regno Unito e Germania.
Nel 1976 il cantante statunitense Al Martino compone una cover destinata alle discoteche del singolo.
Nel 1985, sulla scia dell'enorme successo mondiale del Live Aid e di dischi come Do They Know It's Christmas? e We Are the World, realizzati con il contributo dei più affermati artisti internazionali, anche in Italia si volle dare vita ad un'iniziativa analoga, denominata "Musicaitalia per l'Etiopia": l'iniziativa si realizzò in una nuova versione, edita con il sottotitolo Volare, e arrangiata da Maurizio Fabrizio: a interpretarla fu invitata una folta schiera di artisti che non ha uguali nella storia della musica italiana. Nell'ordine, gli artisti che cantano un versetto da solista sono: Giuni Russo, Rossana Casale, Fabrizio De André, Vasco Rossi, Lucio Dalla, Angelo Branduardi, Gianna Nannini, Riccardo Fogli, Dori Ghezzi, Ron, Milva, Gianni Togni, Claudia Mori, Loredana Bertè. Nel coro prendono parte: Banco del Mutuo Soccorso, Dik Dik, Tony Esposito, Eugenio Finardi, Ivano Fossati, Patty Pravo, Enrico Ruggeri. Il singolo tuttavia riscontrò vendite inferiori alle aspettative, nonostante la scelta di Volare fosse stata pensata anche in chiave internazionale.
Nel 1985 il gruppo Ro.Bo.T. la canta a Premiatissima e la incide nell'album Le più belle canzoni di Sanremo.
Nel 1986 David Bowie la include nella colonna sonora del film Absolute Beginners, la cui trama è ambientata nello stesso 1958.
Nel 1991 Barry White realizza una cover della canzone intitolata Volare, traccia numero 5 dell'album Put Me in Your Mix.
Nel 1994 Claudio Baglioni canta il brano con un assolo di pianola alla presentazione dei Mondiali di Nuoto.
Nel 1997, il gruppo Los Reyes, ne incidono una versione flamenco nel loro album Todos olé, con testo tradotto in spagnolo.
Nel 1999 Al Bano ne incide una versione reggae con il cantante tedesco-barbadoregno John Noville, suscitando anche qualche polemica da parte di alcuni fautori della musica italiana.
Nel 2000 il duo canadese Tony Conte e Bianca Ortolano interpretano la loro versione per l'album Romances italiennes (Les Disques Star, STR-CD-8125).
Nel 2001 Mina ne incide una personale versione nell'album Sconcerto, interamente dedicato alle canzoni di Modugno. Questa versione si limita alla strofa iniziale e conclude la frase del ritornello subito dopo Volare oh oh, reiterando la nota conclusiva con effetti di sottofondo. Nel 2010 il brano della cantante sarà usato anche per uno spot pubblicitario.
Nel 2001 e nel 2003, nel corso dei suoi concerti a Venezia e Roma, Paul McCartney la esegue dal vivo. 
Nel 2004 Neffa interpreta la canzone nella quarta serata del 54º Festival di Sanremo.
Nel 2006 Laura Pausini e Eros Ramazzotti interpretano la canzone durante la serata finale del 56º Festival di Sanremo, nella sua versione originale, riarrangiata da Celso Valli.
Nel 2006 Claudio Baglioni incide il brano nell'album di cover Quelli degli altri tutti qui.
Nel 2010 Gianna Nannini realizza un personale reinterpretazione del brano, che include nel suo album Io e te e nel 2014 nell'album Hitalia.
Nel 2011 Emma incide una particolare versione del brano, che è inclusa nel suo album Sarò libera e, nel gennaio dell'anno seguente, è inserita anche come colonna sonora di chiusura nel film Benvenuti al Nord.
Nel 2013 il brano è inciso da Seth MacFarlane per l'episodio dei I Griffin intitolato "Viaggio in Italia" presente nella dodicesima stagione.
Nel 2015 il crooner italiano Matteo Brancaleoni ne incide un nuovo arrangiamento per Big Band nel suo disco "Made In Italy".
Nel 2016 la cantante Malika Ayane interpreta la canzone come colonna sonora dello spot ufficiale di Alitalia.
Nel 2016 Jonas Kaufmann nell'album Dolce vita (Sony Classical, 88875183632).
Nel 2025, durante la serata dedicata alle cover del 75º Festival di Sanremo, Lucio Corsi e Topo Gigio interpretano la canzone posizionandosi al secondo posto, successivamente incisa come singolo digitale in esclusiva per Amazon Music; in tale occasione Topo Gigio diventa il primo, e finora unico, personaggio non umano ad aver partecipato al Festival come cantante in gara.

## Lista di artisti che hanno reinterpretato il brano
- 101 Strings Orchestra
- Adriano Celentano
- Al Bano
- Al Martino
- Alberto Caccia
- Alfie Boe
- Alex Chilton
- Alex Prior
- Ambelique
- Andiamo
- André Hazes
- Andre Kostelanetz
- Andrea Bocelli
- Aurelio Fierro
- Anna Tatangelo
- Barney Kessel
- Barry White
- Beppe Fiorello
- Bill Jennings
- Bobby Rydell
- Brave Combo
- Captain Jack
- Caterina Valente
- Chet Atkins
- Chiara in duetto con Francesco Renga
- Claudio Baglioni (2 volte)
- Claudio Villa
- Cliff Richard
- Connie Francis
- Cortijo
- CT-Bandland
- Cyril Stapleton
- Dalida (come Dans le bleu du ciel bleu quinta posizione nelle Fiandre in Belgio nel 1958)
- Daniele Gregolin Clan Zingaro
- David Bowie
- Dean Martin
- Diego de Cossio
- Don Marino Barreto
- Earl Grant
- El Gato's Rhythm Orchestra
- Elio e le Storie Tese
- Ella Fitzgerald
- Emilio Pericoli
- Emma
- Engelbert Humperdinck
- Ferrante & Teicher
- Flavio Sala
- Frank Sinatra
- Frank Zappa
- Fred Buscaglione
- Frédéric François
- G4
- Gianna Nannini
- Giacomo Lariccia
- Gigi D'Agostino
- Gipsy Kings
- Gipsy Rumba
- Gracie Fields
- Herman Foster
- Hilary Duff
- Hit Crew
- Hugo Montenegro
- Il Volo
- Ismael Rivera
- Jack La Fisa
- Janusz Gniatkowski
- Jazzinaria e l'ensemble Architorti
- Jerry Vale
- Jessica Brando
- John Arpin
- Joni James
- Jose Marcello e la sua orchestra
- Julius LaRosa
- Kaizer (in live)
- Kirby Stone
- Lionel Hampton
- Lisa Ono
- Louis Armstrong
- Lounge Noir
- Lucho Gatica
- Luciano Pavarotti
- Luciano Tajoli
- Lucio Corsi e Topo Gigio
- Marco Missinato
- Marino Marini
- Mario Peralta
- Masafumi Akikawa
- Melcochita
- Metallica[27]
- Michael Junior
- Milva come Milva Biolcati
- Mina
- Natalino Otto
- Nelson Riddle
- Nilla Pizzi
- Nino Rossano
- Noemi
- Neffa
- Oleksandr Ponomar'ov
- Orchestra del sole
- Oscar Peterson
- Paul McCartney
- Petty Booka
- Petula Clark
- Pier Angeli
- Raffaella Carrà
- Raphael Gualazzi
- Raùl Rodríguez
- Ray Conniff
- Ray Charles
- Real Orquesta Filarmonica de Madrid
- Riccardo Cocciante
- Richard Clayderman
- Richie Cole
- Rita Pavone
- Robert Wuhl (dal film Hollywood Knights)
- Rocky Roberts
- Ro.Bo.T.
- Roger Williams
- Rosario e i giaguari
- Russell Watson
- Sergio Franchi
- Simona Molinari
- Son Boricua
- Stefano Bollani
- Taxi Gang
- The Ames Brothers
- The Bloody Beetroots
- The Chelsea Strings
- The Jive Aces
- The McGuire Sisters
- The Platters
- The Romantic Strings
- The Sicilians
- The Starlite Singers
- Thomas Anders
- Tiziana Ghiglioni
- Tiziano Ferro
- Trini Lopez
- Violines de Pego
- Valeria Marini
- Vico Torriani
- Vitamin C
- Wayne Newton
- Willy Alberti
- Ximena Sariñana
- Yukihiro Takahashi

## Classifiche
| Classifica (1958) | Posizione massima |
| ----------------- | ----------------- |
| Belgio (Fiandre)  | 5                 |
| Belgio (Vallonia) | 6                 |
| Francia           | 1                 |
| Norvegia          | 2                 |
| Paesi Bassi       | 2                 |
| Regno Unito       | 10                |
| Stati Uniti       | 1                 |